# داریوس دیماویشیوس
داریوس دیماویشیوس (انگلیسی: Darius Dimavičius؛ زادهٔ ۸ آوریل ۱۹۶۸) بازیکن بسکتبال اهل لیتوانی است.
وی در مسابقات کشوری و بین‌المللی در مجموع برندهٔ ۱ مدال برنز شده‌است.